# Paramyxoproteus chlorophthalmusi
Paramyxoproteus chlorophthalmusi is een microscopische parasiet uit de familie Sinuolineidae. Paramyxoproteus chlorophthalmusi werd in 2002 beschreven door Kalavati, Dorothy & Pandian. 